# Priwolnoje (Saratow)
Priwolnoje (russisch Привольное, deutsch Warenburg bzw. Alt-Warenburg (bis 1942)) ist ein Dorf in der russischen Oblast Saratow am Ufer der Wolga.

## Geschichte
Warenburg wurde 1767 als Kolonie von deutschen Aussiedlern gegründet. Später zogen auch Russen ins Dorf.	
Vor 1918 gehörte das Dorf zum Gouvernement Samara. Mit der Gründung der Sowjetunion wurde Warenburg in die Autonome Sozialistische Sowjetrepublik der Wolgadeutschen eingegliedert. 	
Bei der Deportation von 1941 der Russlanddeutschen wurden alle Deutsche zwangsumgesiedelt. 	
Es zogen mehrheitlich Russen ins Dorf und stellen bis heute die Bevölkerungsmehrheit dar. 

## Bevölkerungsentwicklung
| 2002 | 2010 |
| ---- | ---- |
| 838  | 987  |

## Söhne und Töchter des Ortes
- Viktor Klein, russlanddeutscher Dichter, Schriftsteller und Hochschullehrer